# San Manuel (Pangasinan)
San Manuel è una municipalità di prima classe delle Filippine, situata nella Provincia di Pangasinan, nella regione di Ilocos.
San Manuel è formata da 14 baranggay:
- Cabacaraan
- Cabaritan
- Flores
- Guiset Norte (Pob.)
- Guiset Sur (Pob.)
- Lapalo
- Nagsaag
- Narra
- San Antonio-Arzadon
- San Bonifacio
- San Juan
- San Roque
- San Vicente
- Santo Domingo